# 中都の戦い
中都の戦い（ちゅうとのたたかい）は、1214年から1215年にかけて行われたモンゴル帝国による金朝の首都の中都（燕京大興府）の包囲戦。
当初、モンゴル帝国の指導者チンギス・カンは中都を陥落させるつもりはなかった（金朝を軍事征服する予定はなかった）とする説が有力であり、一度は両国の間に和議が結ばれてモンゴル軍は包囲を解いている。しかし、モンゴル軍を過度に恐れた金朝は開封への遷都を断行し（貞祐の南遷）、これを和約違反であると反発したモンゴル軍によって中都は再度包囲を受け、既に金朝皇帝の去っていた中都は1215年5月に陥落した。

## 背景

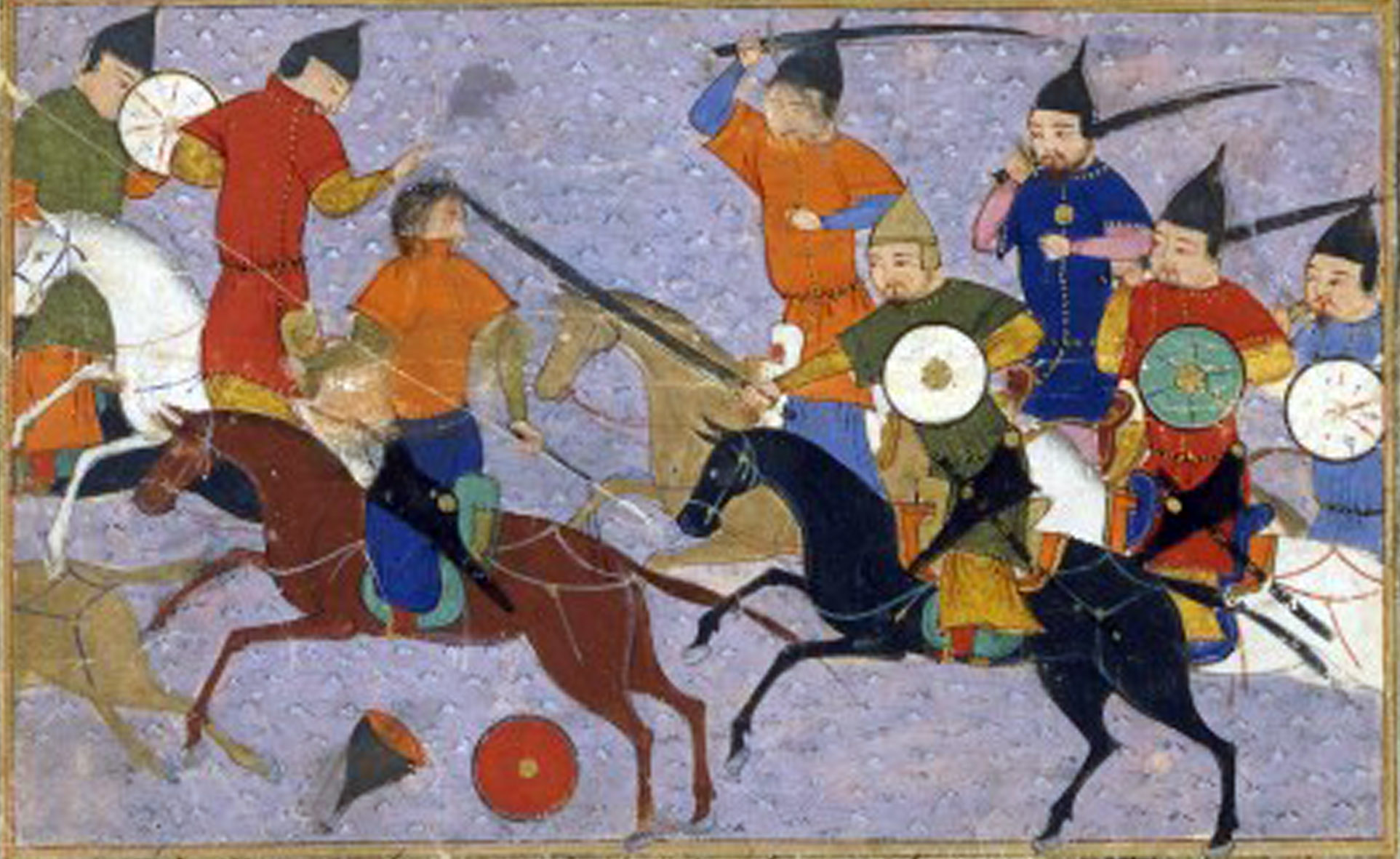
野狐嶺の戦いを描いた細密画（ミニアチュール）。

1206年（泰和6年/丙寅）にモンゴル帝国を建国したチンギス・カンは積極的な対外進出を志向し、西夏国に出兵し、天山ウイグル王国の投降を受けると、1211年（大安3年/辛未）には遂に金朝への全面侵攻に踏み切った。ゴビ砂漠を渡ったモンゴル軍はまずシリンゴル草原の金朝国営牧場とこの地に住まう契丹人集団を征服し、金朝側の機動力を奪った。
これに対し、金朝側が派遣した切り札たる精鋭部隊の宣徳行省軍は野狐嶺の戦いでモンゴル軍に惨敗し、国営牧場の失陥と主力部隊の壊滅によって金朝はモンゴル軍の機動部隊に対抗する術を失った。しかし、野狐嶺の戦いでモンゴル軍側が負った損害も甚大であり、金朝側が守りを固めたこともあって戦況は膠着し、1212年（崇慶元年/壬申）中にはモンゴル軍が内蒙草原から出る事がなかった。
ところが、1213年（至寧/貞祐元年/癸酉）に入ると十分な休息を取ったモンゴル軍は遂に全軍で南下を始め、金朝側による強固な防衛網が構築された居庸関を避けて、紫荊関を攻略して華北平原に降り立った。モンゴル軍は金朝の征服よりも略奪と金朝の弱体化を目的としており、全軍を分散させて華北各地を侵略するが軍事占領は行わないという方針を取り、この作戦によって金朝朝廷は中都で孤立した。一方、これと並行してモンゴル軍の別動隊が中都に迫っており、このモンゴル軍全体から見れば僅かな別動隊によって中都包囲戦が始まることになった。

## 包囲戦

### 包囲戦に至るまで

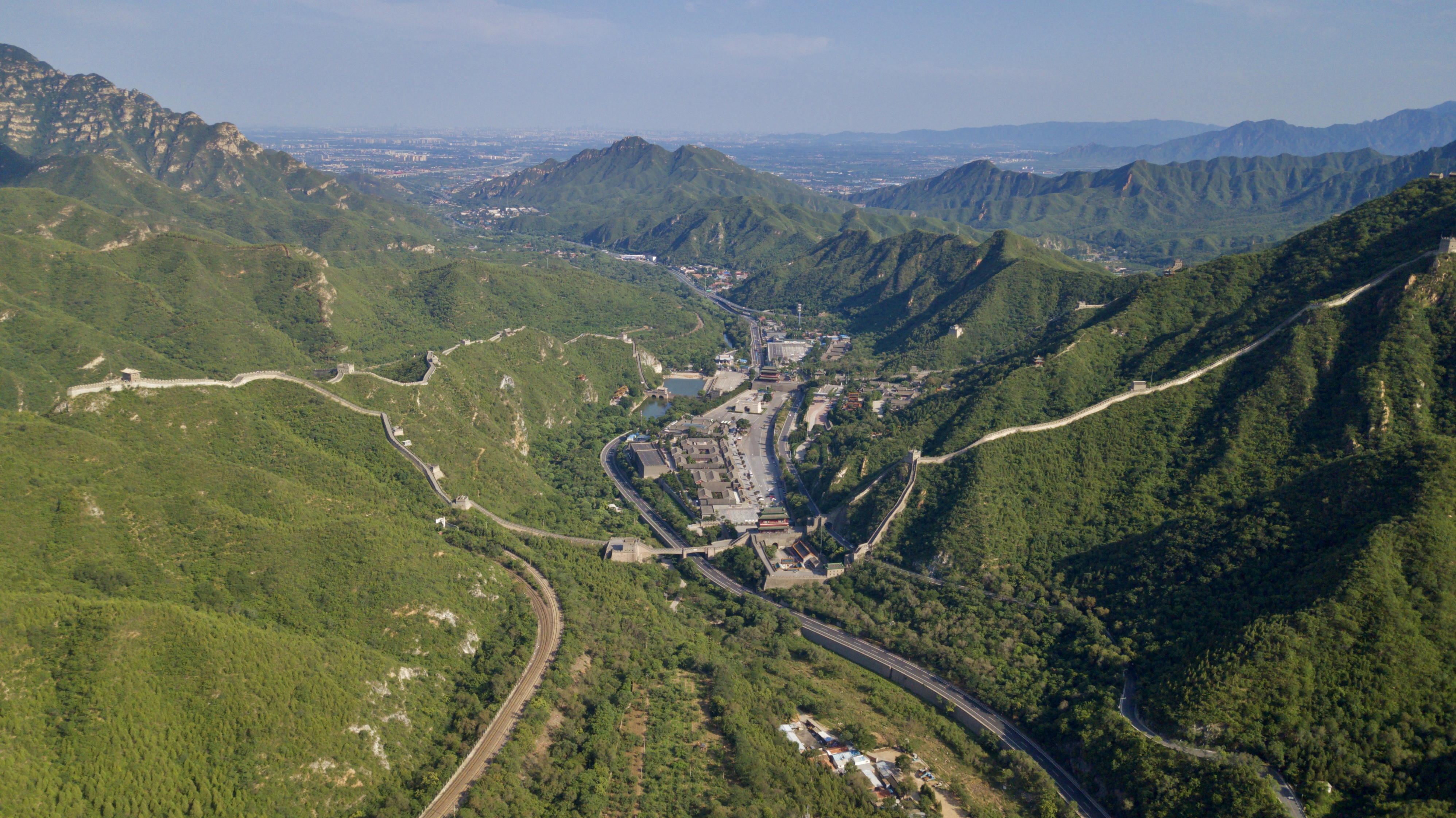
居庸関の全景。

1213年、全軍を挙げて南下したモンゴル軍はまず高琪の軍団を破って長城に迫ったが、中都を守る最大の要衝の居庸関の守りが堅いのを見ると、ケフテイ（怯台）とブチャ（薄察）を居庸関の北方に抑えとして残して8月上中旬頃に残りの全軍を率い紫荊関に向かった。紫荊関で奥屯襄率いる全軍を打倒し、また定興で烏古孫兀屯率いる部隊を破ったモンゴル軍はもはや遮る者なく華北平原に展開した。モンゴル軍は全軍を右翼・中央・左翼の3軍に分けると同時に、居庸関の北方で駐屯するケフテイらと連動して中都を威嚇するため、ジェベを中心とする別動隊が北方に派遣された。
一方、金朝側では対モンゴル戦争で活躍しながら冷遇されていたことに不満を抱いた胡沙虎（漢名は紇石烈執中）がクーデターを起こし、衛紹王を弑逆して宣宗を擁立することで実権を握っていた。胡沙虎は涿州・易州にモンゴル軍を引き込んで包囲殲滅せんとする計画を練っていたが、先に派遣された高琪は涿州の手前の良郷でモンゴル軍に進軍を阻まれ、胡沙虎の戦略は早い段階で瓦解した。モンゴル側の第一の目標はケフテイ軍と連動して居庸関を落とすことにあり、中都の攻撃にはなかったが、胡沙虎は自ら軍を率いてモンゴル軍を撃退せんと出撃した。両軍は中都の北方で衝突したとみられ、病でありながら車に乗って督戦した胡沙虎の奮戦もあり、初日は金軍の勝利に終わった。しかし、翌日の戦闘では中都南方にいた高琪が合流を命じられていたにもかかわらず戦闘に間に合わなかったこともあり、単独でモンゴル軍と戦った胡沙虎は敗北を喫した。
戦後、中都城内に戻った胡沙虎は高琪を叱責して処刑しようとしたが、宣宗のとりなしにより助命された。しかし高琪はその代わりに単独で出撃してモンゴル軍を撃退せよという無謀な命令を受け、やむなく出撃した高琪は予想通り惨敗を喫した。もはや処刑は免れないと覚悟した高琪はクーデターを敢行し、胡沙虎を打ち取って朝廷の実権を掌握した。一方、金朝朝廷が内紛を続けている間にモンゴル軍は居庸関を陥落させており、遂に中都は包囲されるに至った。

### 第一次包囲
ジェベによる居庸関の陥落後、本隊と合流したケフテイら率いる別動隊は5千の軍勢を新たに与えられ、中都包囲を命じられた。なお、南宋側の記録である『両朝綱目備要』はこの時中都（燕京）を包囲したのはサムカ（撒没曷）であるとしており、5千の兵を率いてケフテイ軍と合流し、中都包囲の指揮を執ったのはサルジウト部出身のサムカ・バアトルであったようである。中都を包囲したモンゴル軍は少数かつ騎兵が主力であったために最初から城攻めを予定しておらず、あくまで中都と周辺地域の連絡を絶ち金朝朝廷を孤立させることが目的であったとみられる。
一方、金朝朝廷の側でも相次ぐ敗戦によって士気が下がっており、「将帥はみな戦闘に消極的だった」「兵の指揮権を握る者は萎縮して敢えて戦おうとしなかった」といった記録が残っている。このように、最初の包囲戦では両軍ともに積極的に戦う意志がなく、実戦らしい実戦を行わないままに包囲が続いたとみられる。

### 和議

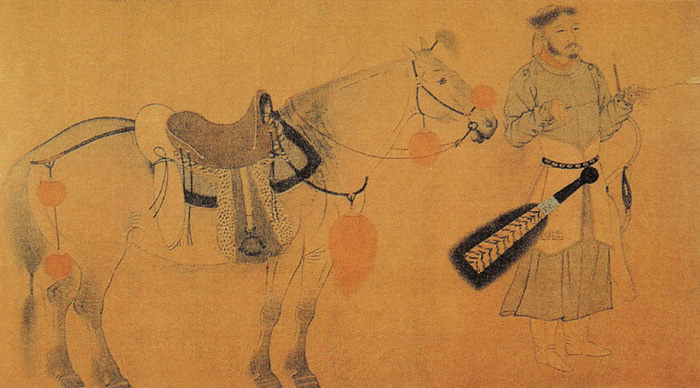
耶律突欲の描いた契丹人絵画。

後代の史料ではチンギス・カンは最初から金朝を征服しようとしていたと記されることもあるが、現在ではチンギス・カンに定住民地域を恒常的に支配しようという意図はなく、あくまで略奪と金朝側からの攻撃を受けないよう徹底的に打撃を与えることが第一次金朝侵攻の目的であったと考えられている。このような考えのもと、早くも1213年10月にチンギス・カンは和議の使者を金朝朝廷に派遣しており、1214年（貞祐2年/甲戌）2月には2度続けて使者（ジャバル・ホージャ）が中都を訪れた。華北全土を劫掠したモンゴル軍が同年3月に中都城下に全軍集結すると、城内には戒厳が宣布された。金朝側では疲労したモンゴル軍に決戦を挑むべしと主張する高琪の意見もあったが、和平論を主張する完顔承暉（福興）の意見が採用され、モンゴル軍の威圧の下両国の間に和議が結ばれた。承暉自らがモンゴルの陣営を訪れて和約を協議した結果、金朝側からは岐国公主がモンゴル側に差し出され、チンギス・カンはこれを受け容れて包囲を解き北方に帰還することになった。
ところが、モンゴル軍の脅威を身に染みて知った金朝朝廷はモンゴル高原にほど近い中都に朝廷を置くことを恐れるようになり、1214年5月に遥か南方の開封に遷都することを宣言した（貞祐の南遷）。さらに、南下する金朝朝廷には契丹人を中心とする「乣軍（外人傭兵部隊）」が従っていたが、乣軍の忠誠心を疑った金朝朝廷が彼等の武具（鎧馬）を奪おうとした所、かえって乣軍の離反を招いてしまった。乣軍は斫答比渉児・札剌児を指導者に戴いて中都に戻り、盧溝橋で金朝の守備軍を撃破して多量の軍需物資を奪った。また、使者をチンギス・カンの軍営に派遣し、モンゴルに来援を乞うた。
チンギス・カンは当初これにどう対応すべきか迷ったようであるが、石抹明安に代表されるこの遠征でモンゴルに降った契丹人将軍が中心になって金朝の和議違反を名目に再出兵すべしと主張したことにより、再度の金朝侵攻を決意したとされる。内蒙古・華北一帯に住まう契丹人からすれば、今後金朝が反撃に転じることが不可能になるほどに弱体化するのが望ましく、また契丹人自身が華北の支配を主導したいという欲求があったために金朝への再侵攻を望んだのだと考えられている。

### 第二次包囲

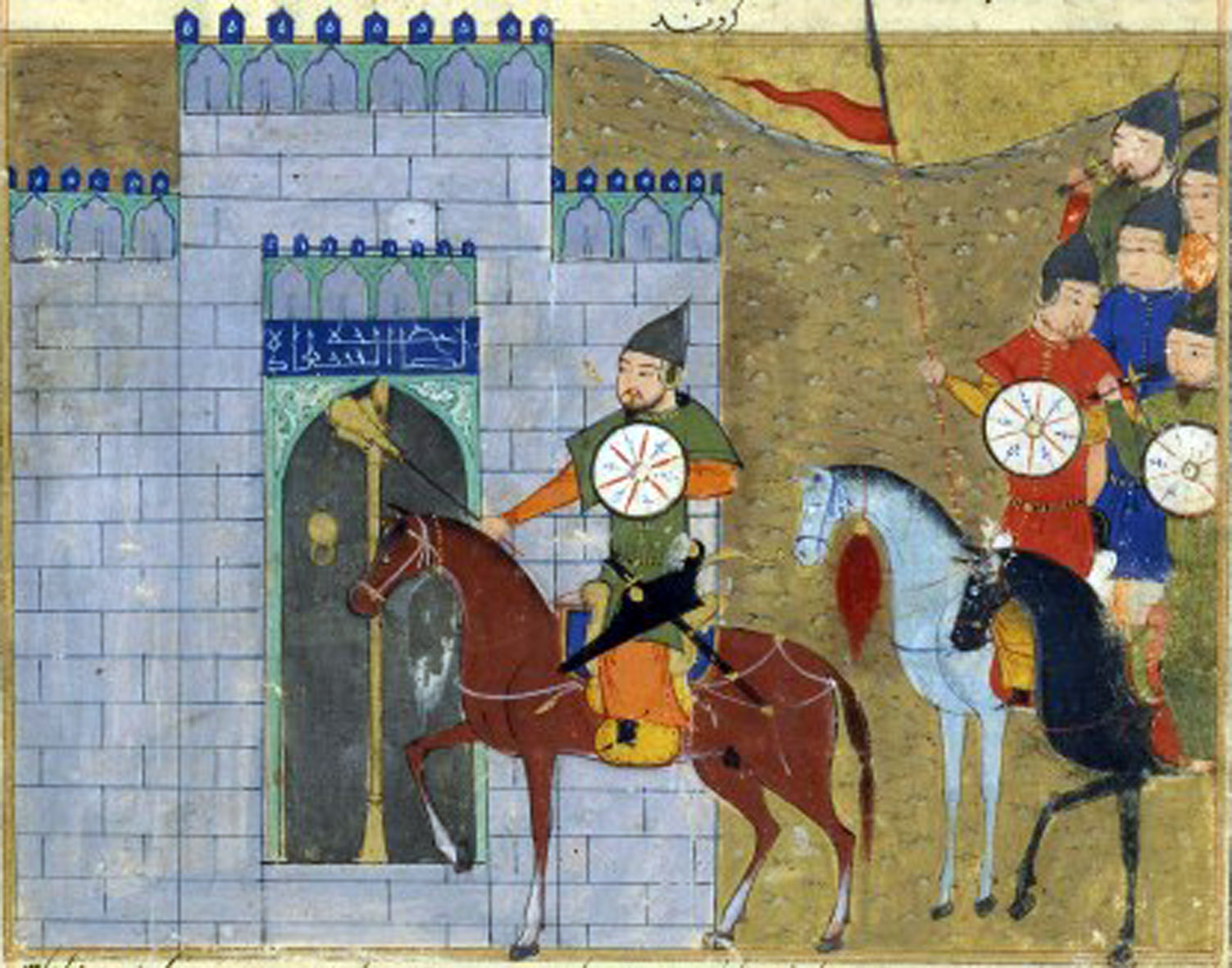
『集史』チンギス・カン紀所載の中都の戦いを描いた細密画（ミニアチュール）。

宣宗の南遷を受けて中都の留守は右丞相に任じられた承暉が守ることになったが、もはや敗北は必至の状態であり、承暉自らによる必死の請願によってようやく抹撚尽忠が副官（左副元帥）の任命を受ける有様であった。一方、モンゴルの側では中都包囲を支持した契丹人部隊を主力として、サムカ・バアトルを主将に、石抹明安を副将として再度中都を包囲した。また、この中都包囲軍には王檝をはじめとする「漢軍数万｣ も加わったとの記録があり、この頃からモンゴル軍内部で従来のモンゴル兵・契丹兵に加え漢人兵の活躍も始まったようである。
1215年（貞祐3年/乙亥）2月、金朝朝廷は元帥左監軍の完顔永錫には中山・真定の兵を、元帥左都監の烏古論慶寿は大名軍1万8千・西南路歩騎1万1千・河北兵1万をそれぞれ率いて中都に向かい、御史中丞の李英は糧食を運び、参知政事・大名行省の孛朮魯徳裕もこれに続いて進発するように命じ、これらの諸軍によって中都を救援せんとした｡ これに対し、承暉を「城中には固い意志で抵抗しようという者はおらず、臣が死守しようとしても持ちこたえられるとは思いません。ひとたび中都を失えば遼東・河朔は皆失われます。諸軍にはできるだけ急いで来援に来てもらわなければ間に合いません」と上奏したため、宣宗も改めて抗戦を中都に指示している。しかし同年3月、中都への糧食運搬を担っていた李英は飲酒によって油断していたところを覇州でモンゴル軍に敗れ、同様に烏古論慶寿も涿州で敗れたことによって、中都の兵站は尽きて食糧不足に陥ることになった。
また、朝廷の実権を握る高琪が承暉を疎んでこれを排除しようとしたため、各地からの援軍は中都にたどり着かなくなってしまった。籠城戦の先行きを悲観した承暉は抹撚尽忠と協議して社稷に命運を共にすることを約したが、抹撚尽忠は密かに中都からの脱出を図っていたため、承暉からの怒りを買った。抹撚尽忠の部下の完顔師姑が弁明のために現れたが、更に怒りを深めた承暉はこれを斬首とした。事ここに至り情勢を悲観した承暉は自らの死を以て国に報いることを決意し、宣宗あてに自らの潔白と高琪の謀略を非難する文章を残し、自らの家財を家人に分配した上で、自ら毒を仰いで自殺した。
抹撚尽忠はこれを聞いて中都から逃げ出したため、これによって事実上中都の留守司令部は崩壊した。これをきっかけに貞祐3年5月2日（1215年5月31日）に中都は開城し、石抹明安が城内に入って戦勝をチンギス・カンに報告した。なお、この時中都城内にいた著名な人物として耶律楚材がおり、この中都陥落を契機としてモンゴル帝国に仕えるようになる。
中都の開城を知ったチンギス・カンは中都の財産管理のためにシギ・クトク、オングル・バウルチ、アルカイ・カサルという3名の千人隊長を派遣したが、オングル・バウルチとアルカイ・カサルは金朝留守のカダ（粘合合達、哈答）から金幣を受け取ったが、シギ・クトクは受け取らなかった。後にこの一件を知ったチンギス・カンはシギ・クトクを褒め称え、オングルとアルカイ・カサルらを叱責したという。この逸話は広く知られていたようで、漢文史料のみならずモンゴル語を漢字転写した『元朝秘史』、ペルシア語史料の『集史』といった諸史料にも詳細に言及されている。

## 影響
中都の陥落は本来チンギス・カンの予定にはなかったと考えられているが、大国の金朝の中心地であった中都を手中に収めたことはモンゴル帝国の華北支配に大きな影響を与えた。この後、モンゴル帝国の華北支配は中都改め燕京を中心に行われるようになり、この「ヒタイ総督府（ヒタイはモンゴル側からの華北の呼称）」 は「燕京行台尚書省」・「燕京行尚書省」・「燕京行省」・「燕京行台」と様々に呼ばれた。また、チンギス・カンより東方の経略を委ねられたムカリ率いる軍団（後に漢文史料上で「五投下」と呼ばれる）は燕京の周辺一帯を遊牧地として定めたため、燕京一帯はモンゴル帝国にとって政戦双方において重要な拠点に成長した。
このような経緯を踏まえて燕京一帯を自らの拠点に定めたのが第5代皇帝クビライであり、クビライが燕京の近郊に大都を建設したことにより、この地は現代の北京に繋がる世界有数の大都市に成長するに至った。